# Mahafarid Amir Josraví
Mahafarid Amir Josraví (c. 1969 - 24 de mayo de 2014) también conocido como Amir Mansur Ariá fue un empresario iraní que fue ejecutado por su participación en el escándalo de malversación de Irán de 2011. En un tiempo, fue considerado el hombre más rico de Irán. Una evaluación realizada en abril de 2012 sugirió que se podría ubicar en el puesto número 290 de las personas más ricas del mundo según Forbes, si se le incluyera en la lista.
Josraví fue ejecutado en la horca en la prisión de Evin, en Teherán, el 24 de mayo de 2014. Después de su muerte, su esposa, Sara Josraví, dijo que se le informó sobre la muerte de su marido a través de las noticias y no lo creía hasta que su abogado pudo ver el cadáver y confirmar la muerte. Dijo que en su última reunión, el día antes de la ejecución, Mahafarid había estado en buenas condiciones y todavía estaba esperando por un cambio en su sentencia de muerte.